# 3010 Ushakov
3010 Ushakov (1978 SB5) là một tiểu hành tinh nằm phía ngoài của vành đai chính được phát hiện ngày 27 tháng 9 năm 1978 bởi L. Chernykh ở Nauchnyj.